# The Ring (verhaal)
The Ring (vertaald naar het Engels) is de naam van een serie boeken en films. In 1998 werd in Japan begonnen met het maken van de film Ringu, gebaseerd op een Japans boek van de schrijver Koji Suzuki. Deze film werd zo populair, dat er nog een aantal vervolgen zijn uitgekomen. Vervolgens werden in Korea en de Verenigde Staten de film(s) herfilmd. Vooral de Amerikaanse versie is nu erg populair.